# Президентские выборы в Латвии (2011)
Президентские выборы 2011 года в Латвии состоялись 2 июня. Президента избирал Десятый Сейм, вопрос о роспуске которого был уже вынесен президентом на референдум, но референдум ещё не состоялся. Действующий президент Валдис Затлерс, хотя и выдвигался на второй срок, не был переизбран, — впервые в истории Латвии.

## Первый тур
| Кандидат                   | Голоса |
| -------------------------- | ------ |
| Андрис Берзиньш (СЗК)      | 50     |
| Валдис Затлерс             | 43     |
| Против всех                | 5      |
| Недействительные бюллетени | 1      |
| Всего                      | 99     |

## Второй тур
| Кандидат                   | Голоса |
| -------------------------- | ------ |
| Андрис Берзиньш (СЗК)      | 53     |
| Валдис Затлерс             | 41     |
| Против всех                | 3      |
| Недействительные бюллетени | 2      |
| Всего                      | 99     |